# Baronia de Castellet
La Baronia de Castellet és un títol nobiliari espanyol atorgat el 1797 pel rei Carles IV a favor de Marià Alegre i Aparici (1756-1831), ciutadà honrat de Barcelona i senyor de Sant Vicenç de Castellet per herència de la família Amat, que havia adquirit el senyoriu arran del matrimoni de Pau Amat amb Teresa de Cardona. El títol s'extingí a la seva mort, sense descendència, i no ha estat reclamat.

## Armes i documentació
L'escut, que no figura en la concessió del títol de baró que es conserva a l'Arxiu de la Corona d'Aragó, va ser localitzat a l'obra de Joaquim Sarret Breu relació del santuari i imatge de Ntra. Sra. de Castellet (1900) per Carmen Larrucea, que en feu una descripció per a l'Ajuntament de Sant Vicenç. Armand de Fluvià, adaptant el blasonament de Larrucea a la normativa heràldica, el descriu així: escut quarterat, 1r de gules, un cérvol d'argent; 2n i 3r d'atzur, una fe movent dels flancs i ressaltant sobre una flor de llis; 4t requarterat, 1 i 4 una flor de llis, 2 i 3 una faixa ondada.
A la seva mort, el baró llegà els seus béns a l'Hospital de la Santa Creu i de Sant Pau; la documentació de la baronia es conserva entre la sèrie documental d'herències de l'Arxiu Històric de l'Hospital de la Santa Creu i Sant Pau i al Fons del Baró de Castellet de la Biblioteca de Catalunya.